# 大塚山 (島根県松江市)
大塚山（おおつかやま）は、島根県松江市の大根島にある大根島火山の火口丘であり、スコリア丘である。
大塚山の頂上は標高42.19mで大根島の最高地点である。

## 地質学的情報
大根島のスコリア丘である大塚山の傾斜が比較的緩いためか、1975年の大根島研究グループによる研究成果発表以前は第三紀火山の火口丘と考える説が有力だったが、実は第四紀火山の火口丘である事が大根島研究グループによる研究成果により判明した。また、以前は大根島火山が単成火山と思われていたが、大根島研究グループにより大塚山のスコリア層に炭化木片が確認され複成火山である事が判明した。

## 観光
頂上付近に観光用温室グリーンステラがある。

## 大根島の名前の由来との関係
大根島の古名はタコ島といって鷲がタコを運んできたという伝説（『出雲国風土記』）に由来するが、平坦な大根島に少し盛り上がったスコリア丘の大塚山が存在する景観から大塚山をタコに見立ててそのような伝説ができた可能性が高いと思われる。